# Biorésonance
 (juin 2010).
Si vous disposez d'ouvrages ou d'articles de référence ou si vous connaissez des sites web de qualité traitant du thème abordé ici, merci de compléter l'article en donnant les références utiles à sa vérifiabilité et en les liant à la section « Notes et références ».
La biorésonance est  un concept utilisé par les pseudo-médecines, notamment la médecine quantique. Elle permettrait de faire des bilans de terrain, repérer éventuellement des « anomalies électromagnétiques » au sein des organes et de les rectifier en envoyant des signaux de très faible intensité.
Ce concept de thérapie non conventionnelle est non intrusif. Il représente la capacité de capter et d'émettre des rayonnements par les êtres vivants. La biorésonance englobe également les méthodes et appareils basés sur l'émission de rayonnements électromagnétiques destinés à rééquilibrer l'énergie corporelle. 
La biorésonance est considérée comme pseudo-scientifique, elle n'est pas reconnue scientifiquement. Aucun résultat n’a pu être démontré et les études scientifiques n'ont pas montré d'effet supérieur à l'effet placebo.

## Description
- soit il s'agit de signaux provenant de l'individu lui-même et remodelés par un système électronique, il s'agit de la biorésonance endogène ;
- soit il s'agit de signaux issus de générateurs de fréquences, on parle alors de biorésonance exogène.

On peut définir ces signaux porteurs d'informations comme étant une modulation généralement en basse fréquence d'une onde porteuse spécifique.

## Juridique
En 2015, une femme médecin française fait état sur des sites internet d'un traitement par " biorésonance " qu'elle pratiquait à Londres ainsi que des mérites supposés de cette méthode non éprouvée dont elle se porte garante. Elle s'est ainsi rendue coupable d'user de procédés à caractère publicitaire contraires aux dispositions de l'article R4127-13 du code de la santé publique. Elle a été sanctionnée par l'interdiction d'exercer la médecine pendant une durée d'un an.